# Pieter Sjoerds Gerbrandy
Pieter Sjoerds Gerbrandy (ur. 13 kwietnia 1885 w Goënga, zm. 7 września 1961 w Hadze) – holenderski prawnik, polityk, członek Partii Antyrewolucyjnej. Był premierem Holandii od 3 września 1940 do 24 czerwca 1945 roku, swoją funkcję pełnił na uchodźstwie podczas II wojny światowej.

## Życiorys
Gerbrandy urodził się we wsi Goёnga niedaleko Sneek w holenderskiej prowincji Fryzja. Jego nazwisko jest ułożone w tradycyjnym, fryzyjskim stylu: imię (Pieter), patronimik (Sjoerds, co znaczy „syn Sjoerda”) i nazwisko (Gerbrandy). Jego ojciec był radnym Wymbritseradeel i członkiem Rady Fryzji. W 1900 Sjoerds razem z dwoma braćmi został wysłany do szkoły z internatem w Putting. W 1911 ukończył studia prawnicze na Vrije Universiteit w Amsterdamie. W tym samym roku wziął ślub z Hendriną Sikkel. Miał z nią dwóch synów i córkę.
W latach 1920–1930 był członkiem Rady Fryzji z ramienia ARP. Potem wrócił na Vrije Universiteit, gdzie do 1939 był profesorem. W 1939 został ministrem sprawiedliwości jako członek ARP. W 1940 rodzina królewska i wielu ważnych polityków wyleciało do Londynu. Tam utworzyli rząd na uchodźstwie, którego szefem po rezygnacji de Geera mianowano Gerbrandy’ego. Z jego inicjatywy holenderski rząd zaczął nadawać z Radio Nederland Wereldomroep. Radio dostarczało Holendrom wielu informacji z nieobjętej działaniami wojennymi części świata. W 1945 po wyzwoleniu południa Sjoerds utworzył nowy rząd bez socjalistów. W czerwcu tego samego roku zrezygnował ze stanowiska premiera. W 1948 wrócił do parlamentu, w którym zasiadał do 1959. W 1956 był członkiem komisji badającej sprawę Greet Hofmans. 
Został pochowany na cmentarzu Oud Eik en Duinen w Hadze (grób 23).

## Odznaczenia
- Order Lwa Niderlandzkiego III klasy (1930)
- Order Lwa Niderlandzkiego II klasy (1946)